# زبان کوربتی
زبان کوربتی یا غربتی (Kurbetcha یا Gurbetcha) یک زبان کرئول است که عموماً دارای واژگان رومی و دستور زبان ترکی قبرسی است که توسط کوربتی‌ها یا رومی‌های مسلمان قبرس صحبت می‌شود. کوربتی‌ها به‌طور سنتی به ترکی نیز صحبت می‌کنند.
این زبان بسیار کم مورد مطالعه قرار گرفته‌است و این زبان به کودکان، آموزش داده نمی‌شود. این زبان به تدریج در شمال قبرس با زبان ترکی و در جنوب با زبان یونانی جایگزین شده‌است.